# Bleščeči bisernik
Bleščeči ali veliki bisernik (znanstveno ime Argynnis aglaja) je dnevni metulj iz družine pisančkov.

## Opis
Odrasli metulji te vrste merijo preko kril med 45 in 60 mm. Osnovna barva zgornje strani kril bleščečega bisernika je oranžna, po njej pa se vzorčasto pojavljajo črne pege in lise. Samica se od samca loči po rjavi barvi dela kril ob telesu, samec pa ima ob žilah na sredi sprednjih kril ozke črne pasove dišavnih dlačic. Po spodnji strani kril ima srebrnkasto bleščeče lise, ki se pojavljajo po olivno zeleno in bledo oranžno obarvanih zadnjih krilih. Od podobnih vrst se bleščeči bisernik loči po tem, da med velikimi ovalnimi lisami v sredini kril in med ozkimi lisami ob zunanjem robu zadnjih kril nima slik očesc.
- Bleščeči bisernik
- △ Bleščeči bisernik

V Sloveniji je bleščeči bisernik splošno razširjena vrsta, pojavlja pa se od morja do travnikov visoko nad gozdno mejo. Na sončnih travnatih pobočjih, na jasah svetlih gozdov ali na močvirnih travnikih se pojavlja od junija do avgusta. Gosenice bleščečega bisernika se hranijo z listi vijolic vrste Viola canina ter Viola riviniana.